# Tim Sherwood
Timothy Alan "Tim" Sherwood (St Albans, 6 de fevereiro de 1969) é um ex-futebolista e treinador de futebol britânico. Atualmente está sem clube.

## Jogador
Entre 1987 e 2005 Sherwood atuou como meio-campista, tendo começado no Watford. Atuou pelo clube até 1992, com 32 jogos disputados e um gol marcado. Passou ainda pelo Norwich City até ser contratado pelo Blackburn Rovers em 1992, sendo uma indicação de Kenny Dalglish, contratado para ser o novo comandante do time.
Nos Rovers, teve seu melhor momento na carreira: nos sete anos em que defendeu a equipe, foram 246 partidas e 25 gols, conquistando o título inglês de 1994-95. Contratado pelo Tottenham em 1999, teve participação razoável (93 jogos, 12 gols) nas cinco temporadas em que envergou a camisa dos Spurs.
Em janeiro de 2003, Tim declarou que tivera uma severa discussão com Glenn Hoddle, então técnico do Tottenham, que decidiu excluir o meia de seus planos. No mesmo mês, assinou com o Portsmouth por, inicialmente, quatro meses. Em trinta jogos, marcou um gol. Em novembro, no jogo entre o Pompey e o Tottenham, seu clube anterior, Sherwood sofreu uma fratura na perna, que o deixaria impossibilitado de continuar no clube, que rescindiria seu contrato e também liberaria outro veterano, Teddy Sheringham.
Transferiu-se ao Coventry City com o objetivo de classificar o clube para a Premier League. Ao final da temporada, os Sky Blues não conseguiram a promoção, e a direção do clube optou em rescindir mutuamente o contrato de Sherwood, que decidiu se aposentar em seguida, aos 36 anos.

### Seleção Inglesa
Pela Seleção Inglesa, Sherwood realizaria três jogos pelo time principal, estreando num amistoso contra a Polônia, realizado em 1999 no antigo estádio de Wembley. Anteriormente, tinha jogado quatro vezes pelo time sub-21 e uma pela equipe B.

## Treinador
Desde sua aposentadoria como jogador, Tim permaneceria longe do futebol até 2008, quando foi contratado pelo Tottenham para ser coordenador técnico, assinando o contrato em 31 de outubro.
Em 16 de dezembro de 2013, a direção dos Spurs anunciou que ele estava pronto para exercer funções de treinador após a demissão de André Villas-Boas. A estreia como treinador foi com uma derrota de virada para o West Ham, e sua primeira vitória aconteceria em 22 de dezembro, frente ao Southampton. Este resultado foi suficiente para a direção do Tottenham efetivar Sherwood no comando técnico do time. Ao fim da temporada, foi substituído por Mauricio Pochettino.
Assumiu o comando técnico do  Aston Villa em 14 de fevereiro de 2015.

## Títulos
Blackburn Rovers
- FA Premier League: 1994–95

Portsmouth
- Football League First Division: 2002–03